# 洪福寺 (定襄)
38°37′45″N 113°03′19″E / 38.62917°N 113.05528°E
洪福寺位于中国山西省忻州市定襄县宏道镇北社村。

## 历史
洪福寺始建年代不详，现仅存金代大雄宝殿和清代东配殿。寺内康熙四十七年碑载:“宋宣和、金天会年间，此院已称古院，则其创建之由邈乎远已。”
2001年被列为第五批全国重点文物保护单位。

## 布局
寺庙坐北朝南，占地3300平方米。寺院格局非常独特，其建于高台之上。寺院四周为堡墙，寺山门便是堡门。从寺外看只能看一圈围墙。穿过堡门后便进入了寺院。

大雄宝殿（毗卢殿）面阔五间，进深三间，单檐悬山顶。大殿为金代遗构。大殿前檐柱头铺作为五铺作单杪单昂。补间铺作为五铺作双杪，皆出斜拱。梢间补间铺作和柱头铺作相连。为了安排殿内塑像，殿内柱子向后移（移柱造）。寺院还有东配殿，其面宽五间，悬山顶。

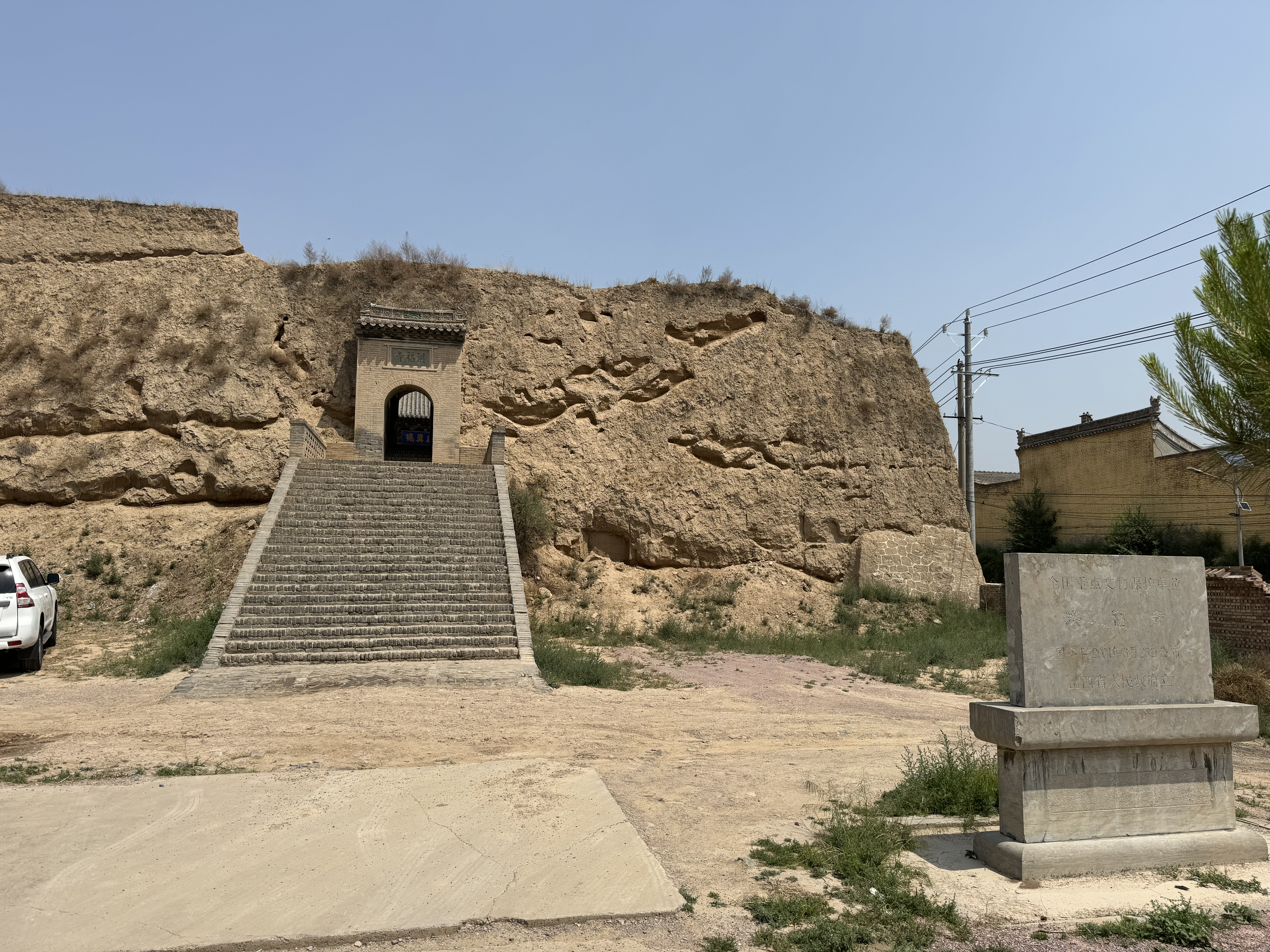
洪福寺堡墙
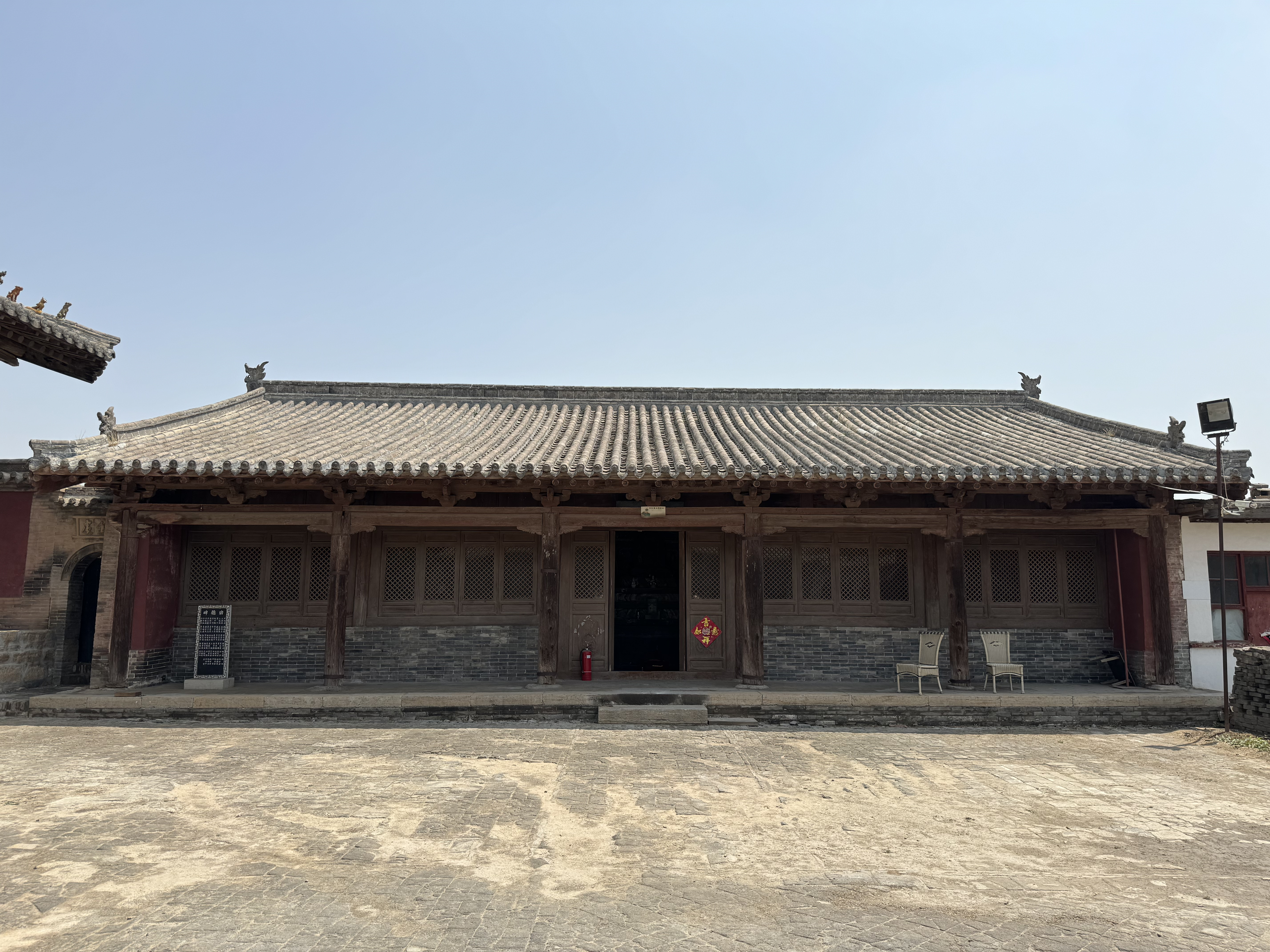
东配殿
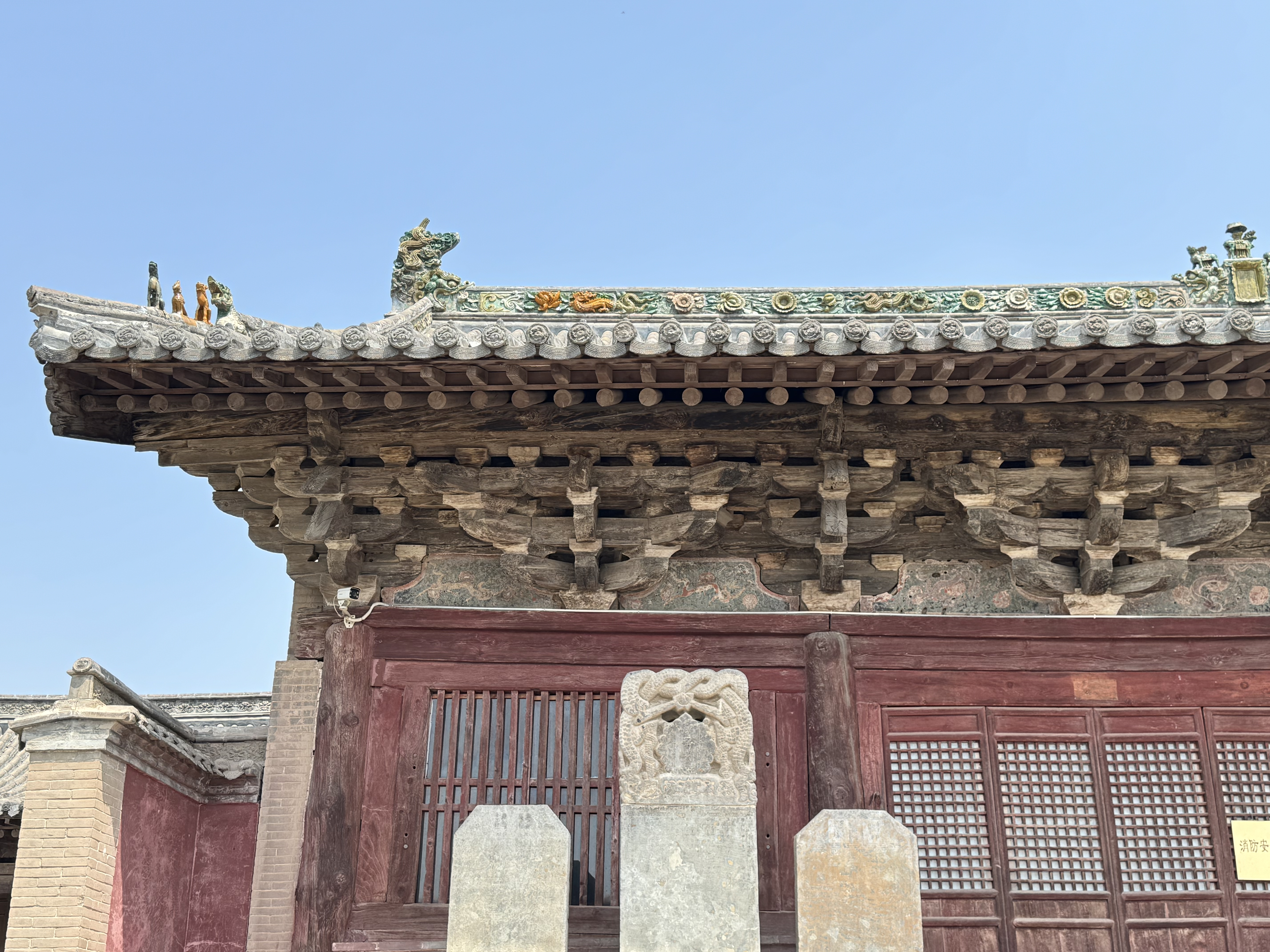
大雄宝殿铺作
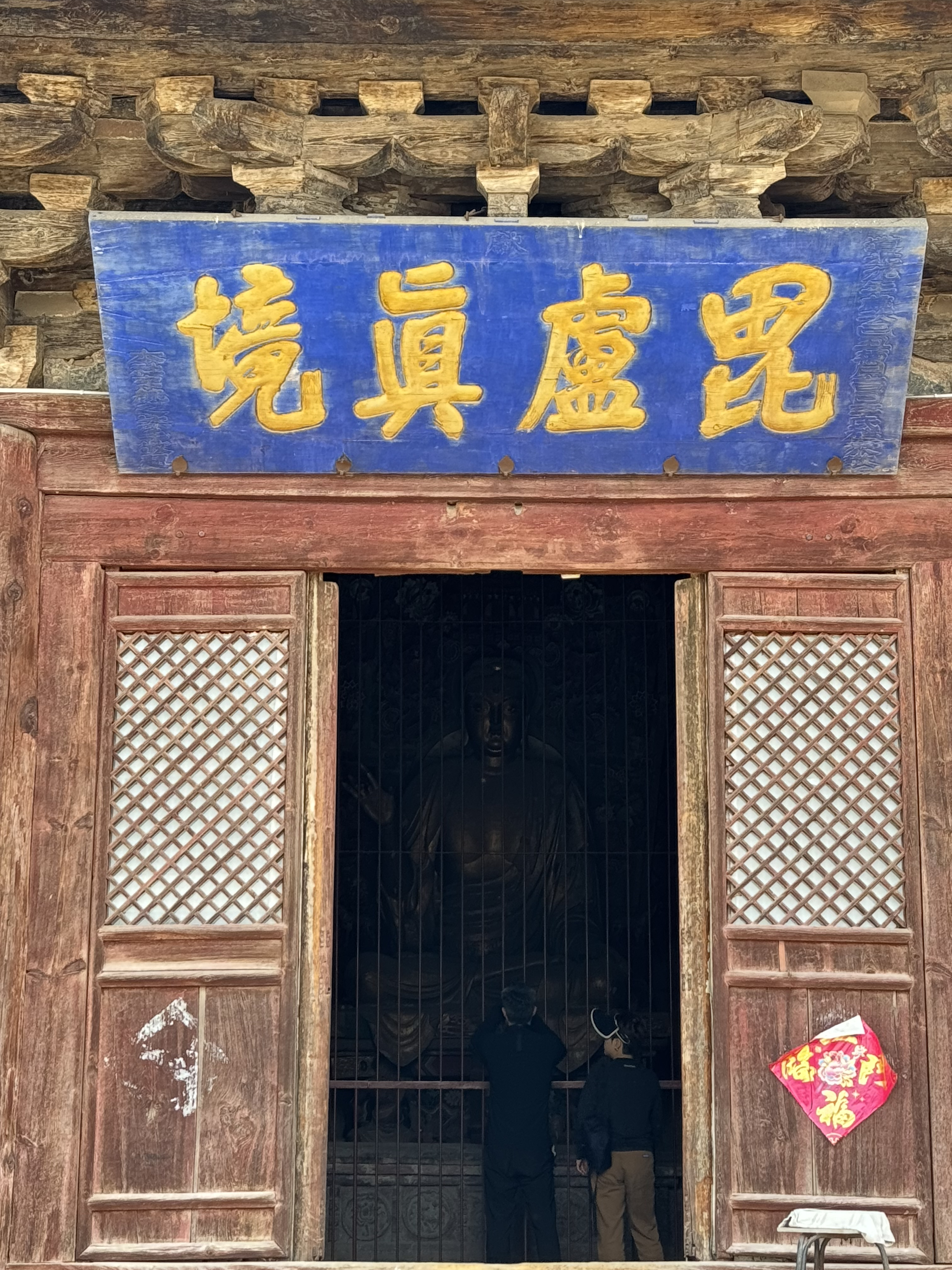
大雄宝殿匾额
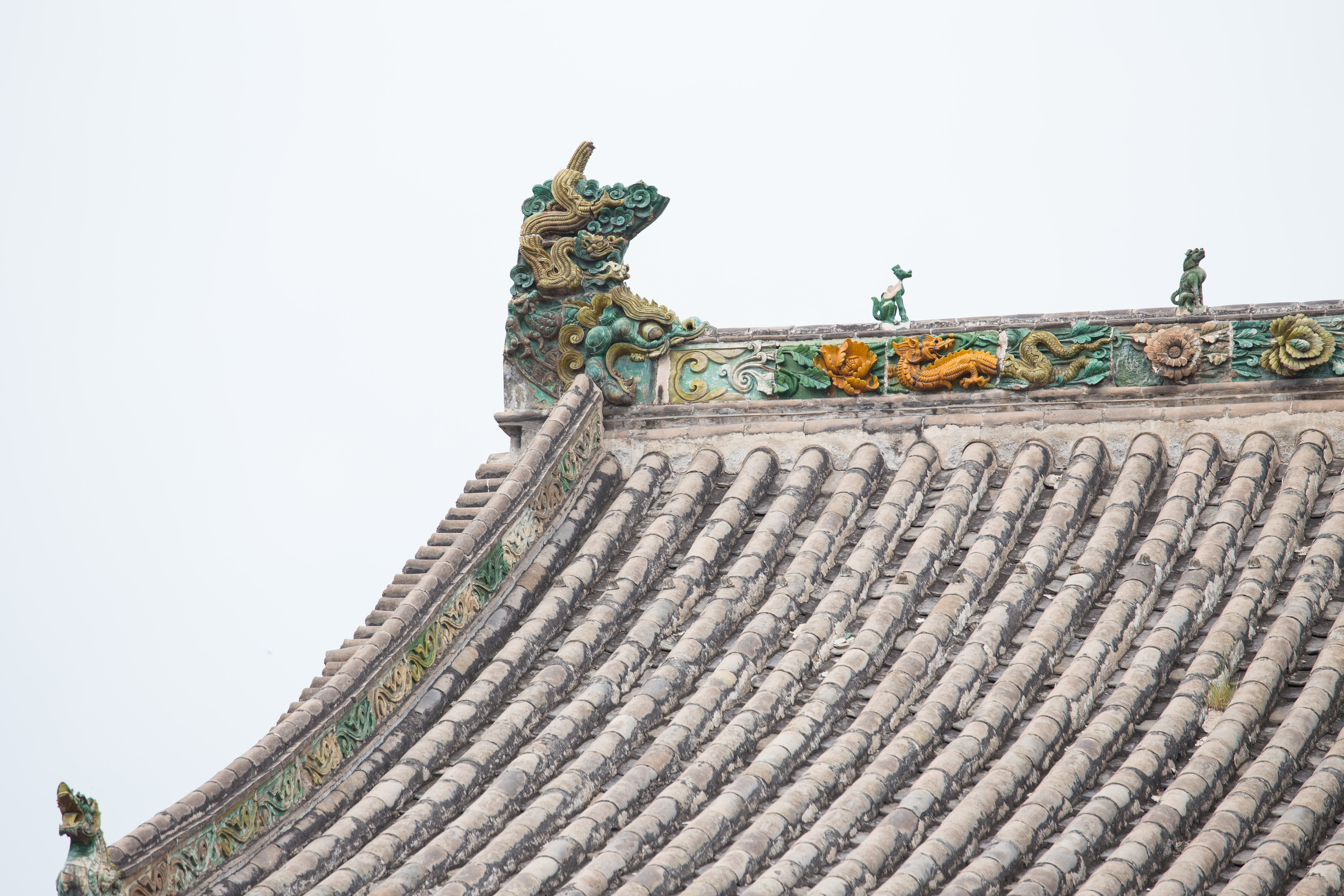
大雄宝殿鸱吻

## 彩塑

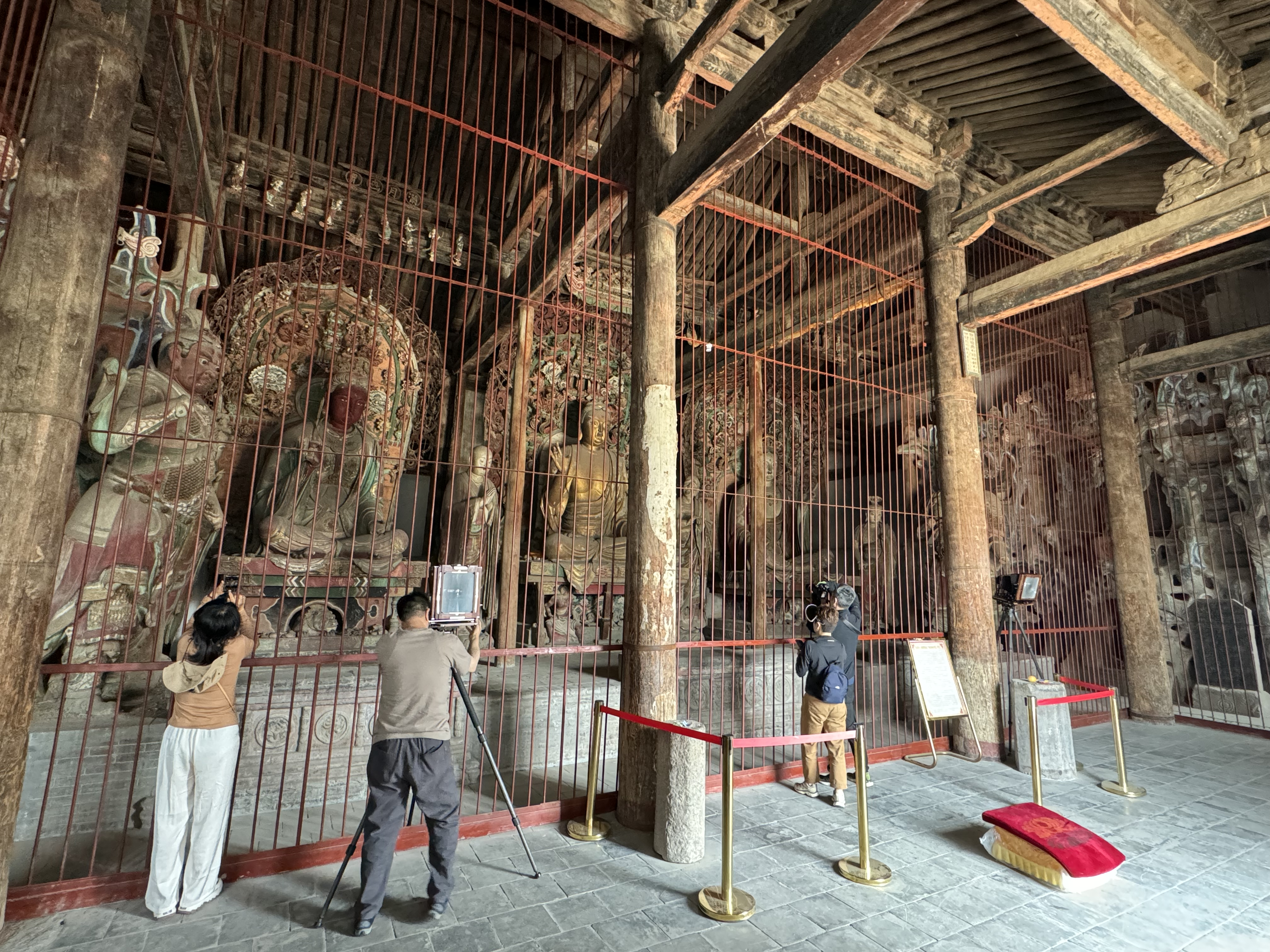
大雄宝殿内全景

大雄宝殿内中间佛坛上有9尊泥塑像，主流观点为宋代。佛坛中间供毗卢遮那佛和二弟子，其左侧为普贤菩萨加一位胁侍菩萨，其右侧为文殊菩萨加一位胁侍菩萨。佛坛最左右二侧各有一尊护法金刚。此类布局体现了华严三圣。殿左右两壁有悬塑。东配殿内有地藏菩萨、十殿阎君等彩塑，为明清作品。

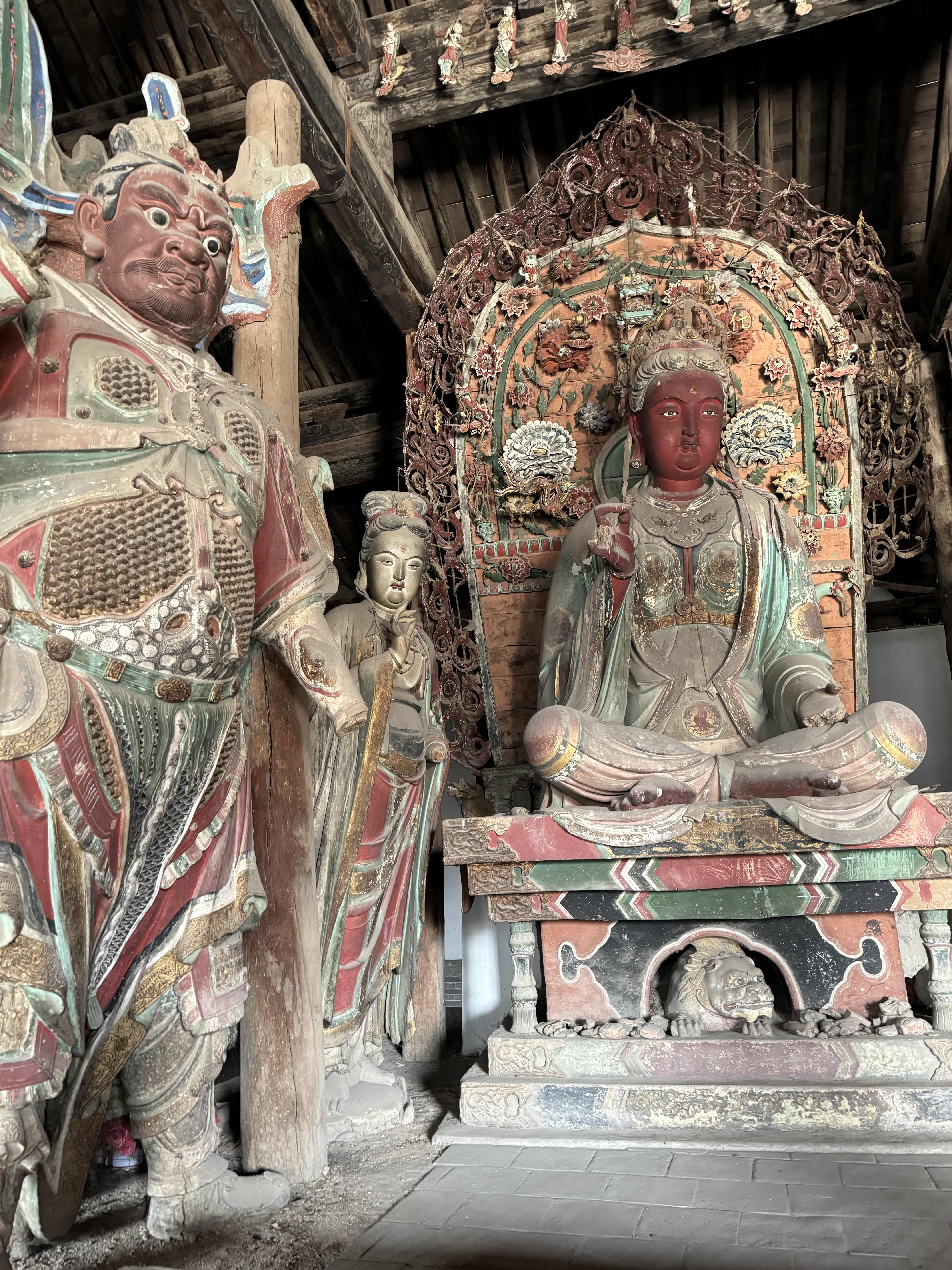
文殊菩萨
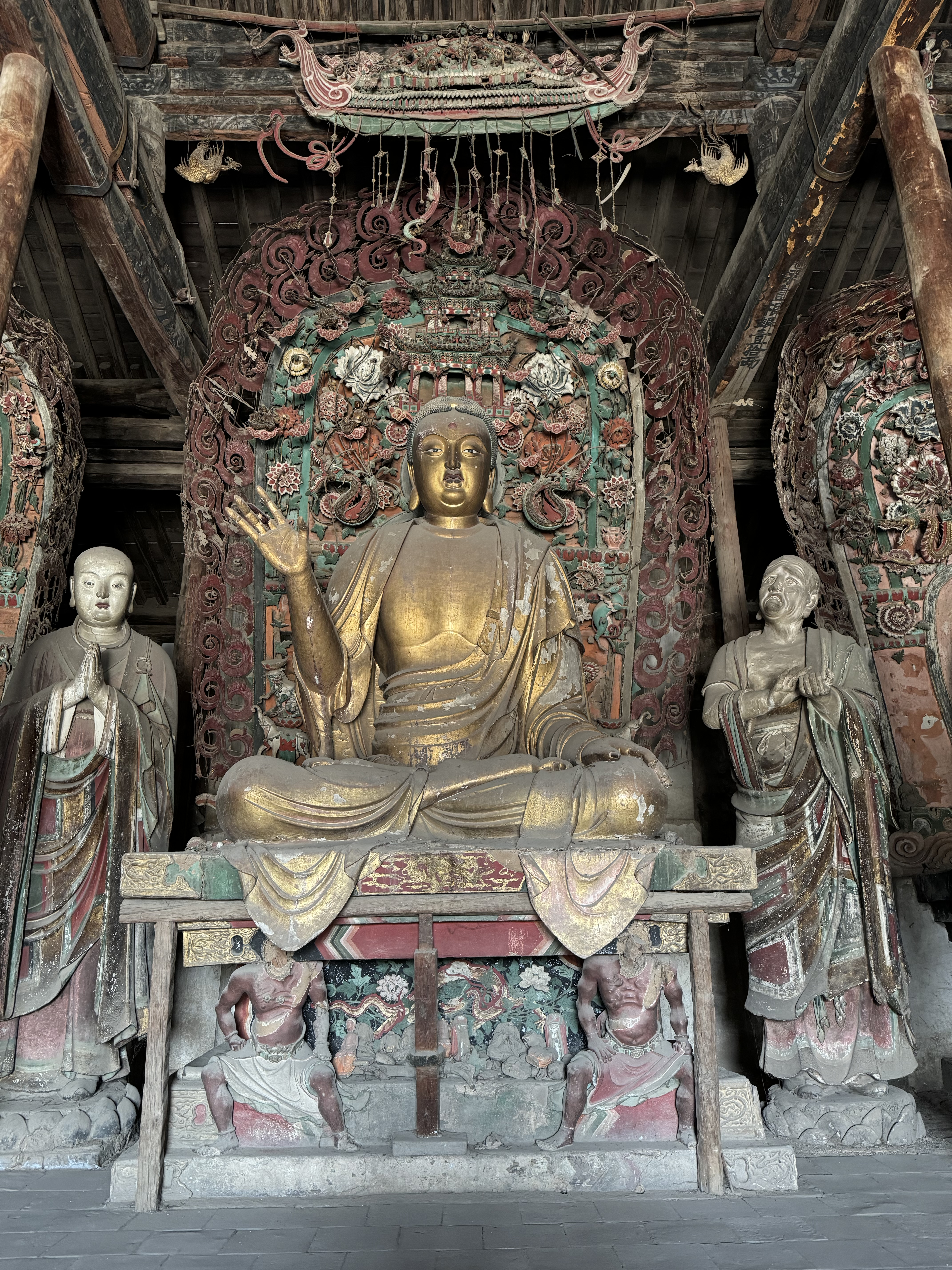
释迦牟尼佛
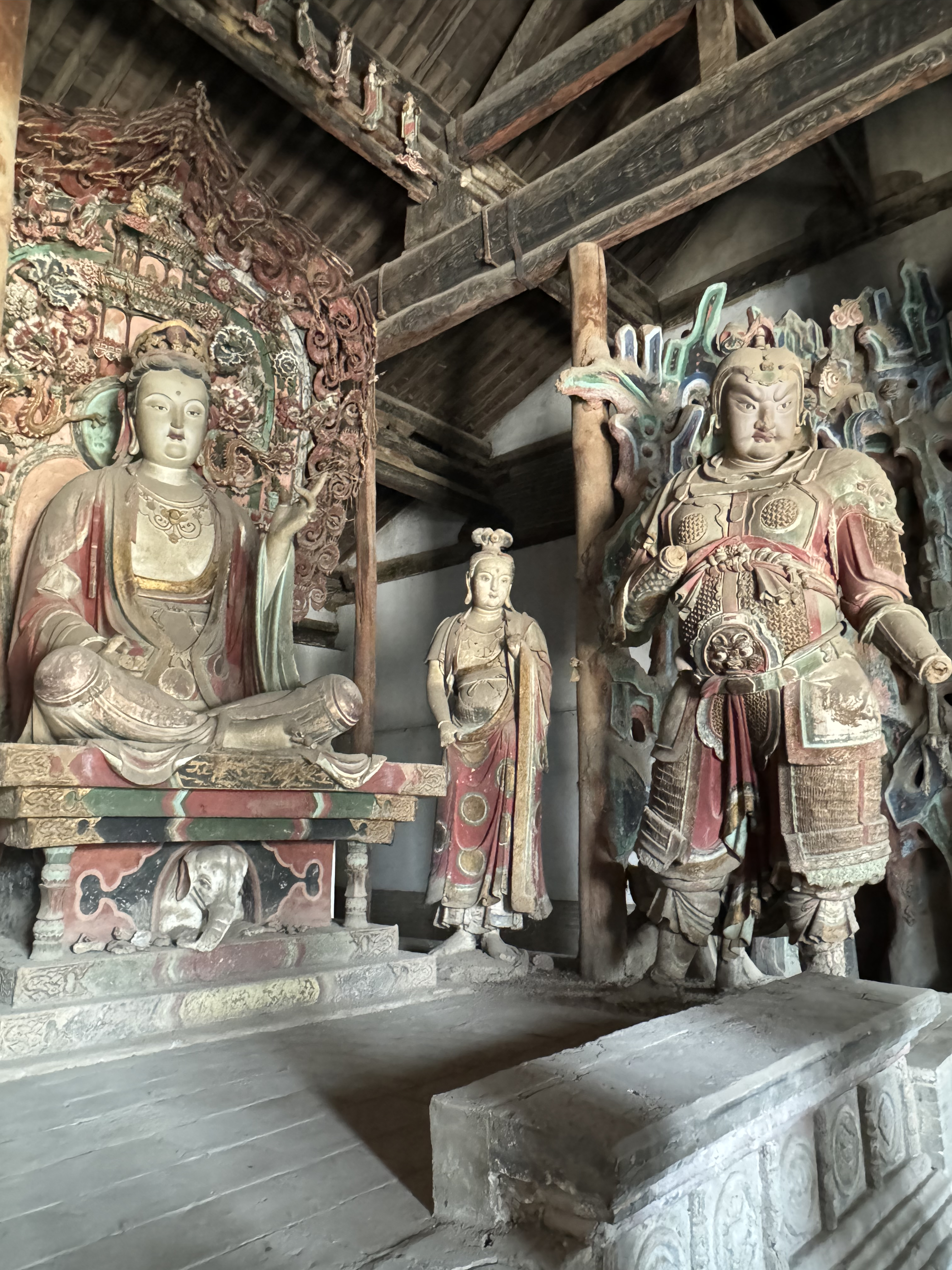
普贤菩萨
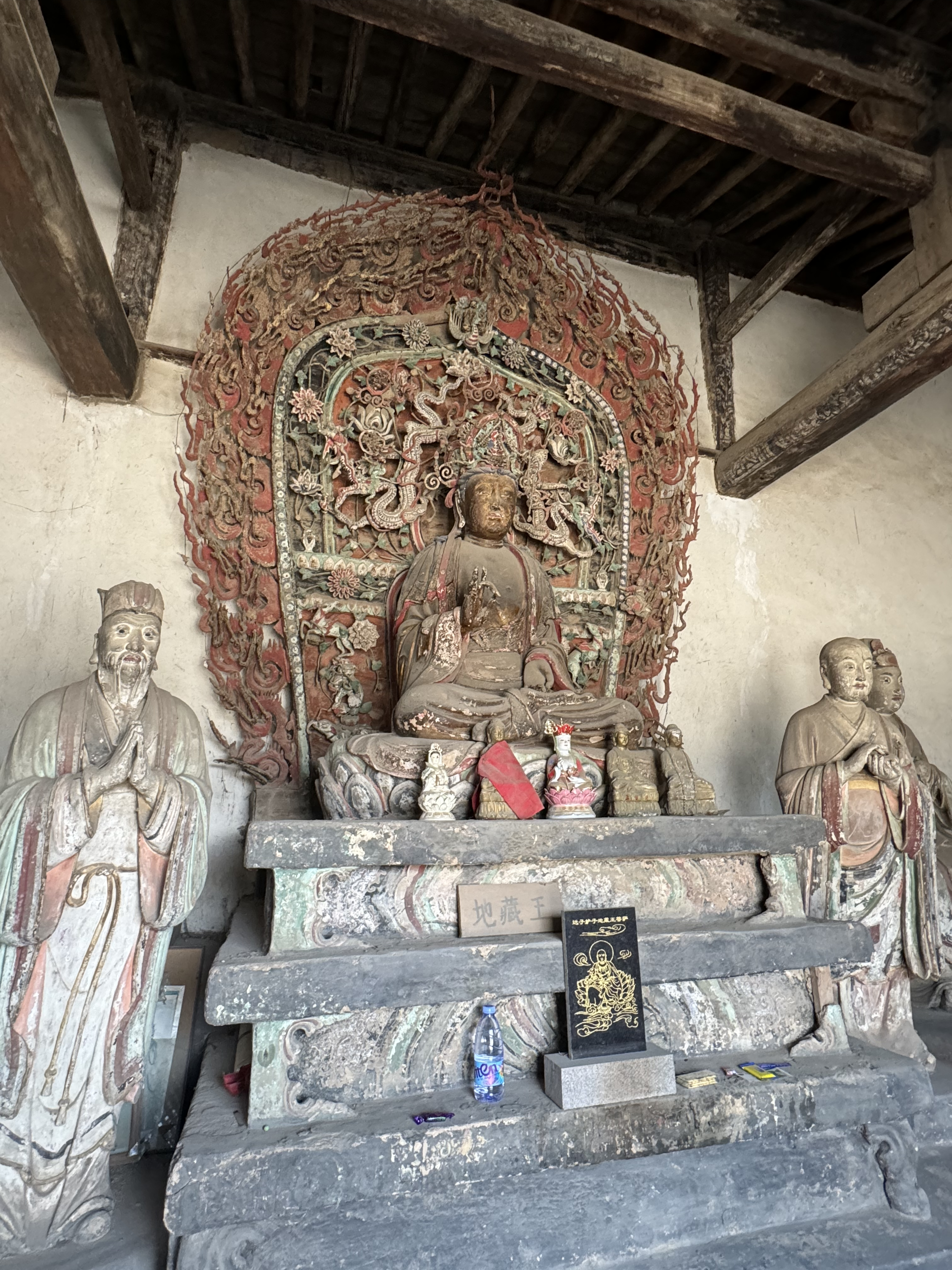
东配殿地藏菩萨